# 한비
한비(韓非, 기원전 280년? ~ 기원전 233년)는 《한비자》를 저술한 전국 시대 중국의 정치철학자, 사상가, 작가이다. 한비의 생애는 불분명하다. 알려진 정보의 거의 전부가 실린 사마천의 《사기》에 따르면 그는 한(韓)나라의 공자 가운데 한 명으로 일찍이 형명과 법술을 익혀 중앙집권적 제국의 체제를 적극적으로 창도한 법가 이론의 집대성자 정도로 알려져 있다. 다른 이름으로는 한비자로도 불리나 한비자는 보통 그의 저서로만 불리고 있다. 순자의 문인이다.

## 생애

### 초년기 삶
한비자는 어려서 법가 사상가인 이사와 함께 순자 밑에서 같이 배움을 같이 하였다. 이사는 말주변이 뛰어났지만 한비자는 그렇지 못했다. 하지만 학문에 있어서는 한비자가 이사보다는 훨씬 뛰어났다. 한비자는 법가 외에도 유가, 도가, 묵가에도 상당한 지식을 가지고 있었다. 그리고 정치적으로도 법에 의한 정치를 강조하였다. 당시 한나라가 문화가 떨어지고 세가 기우는 때여서 여러가지 방법을 왕에게 제안하였으나 받아들여 지지 않았다. 한비자는 진시황이 존경했던 인물이기도 하다. 사마천의 사기에 의하면 한비자가 쓴 고분과 오두를 진시황이 보고 크게 감명받았다. 이사는 진시황에게 한비자를 얻고 싶다면 한나라를 공격하면 한비자가 사신으로 올것이고 그때 회유하면 된다고 하였다. 결국 진시황은 한나라를 공격하게 되고 한비자가 사신으로 와 한나라를 공격하지 말아야 하는 이유를 현명하게 이야기하지만 결국 감옥에서 독살로 생을 마감하게 된다.
한비자의 법가 서적인 [한비자]는 한비자와 그의 제자들이 쓴 것으로 55권으로 이루어져 있다. 그리고 그 중에 한비자가 직접 쓴 것으로 추정되는 것은 [오두], [현학], [고분]이다. 대부분의 내용은 절대적 군주권의 수립 및 현실에서 출발하는 국가 전체의 질서 정립이라는 문제 의식을 다루고 있다.

### 학문 활동과 최후
공자의 문인인 자궁(子宮)의 문도였던 스승 순자로부터 사서육경을 배웠다. 그는 어려서부터 공자를 사숙하였으며 정의로운 사회의 실현을 위해서는 강력한 법질서가 필요하다 확신하였다. 또한 스승 순자의 영향을 받아 노예 제도에 대한 폐지를 주장하였는데 이 때문에 하늘의 질서(天理)를 어지럽히는 궤변론자로 몰리기도 했다. 전국 열국의 왕공들에게 받아들여지기 힘들다는 것을 깨달은 그는 일찍이 산으로 들어가 서실을 열고 문하생들을 가르쳤다. 동문이기도 했던 이사와 절친했던 한비는 이사를 통해 진왕 영정을 소개받게 되고, 그의 달변에 매료된 진왕 정은 그를 자신의 사람으로 만들려 노력하였다.
정은 그를 얻기 위해 한에 대한 침공을 개시하였고, 한비는 진의 침략을 막기 위한 사신으로 진에 파견되었다. 정은 한비를 만나보고 그에게 호감을 가졌으나, 순자 문하에서 함께 배웠던 이사가 질투 때문에 꾸민 음모에 휘말려들어 투옥당했고, 결국 음독자살로 생애를 마감했다고 한다. 그의 나이 49세였다.

### 사상과 학문
그는 스승인 자궁과 순자의 견해를 계승하여 인간은 본질적으로 사악한 존재이며 강력한 법과 형벌로 사회를 통제해야 된다고 주장했다. 또한 문인과 각국의 제왕들에게 공자의 이상향을 실현하기 위해서는 강력한 제도가 뒷받침되어야 한다고 주장하였다. 그의 사후 그의 제자들은 법가를 이루어 육가의 하나를 이루었다.
그의 문도들은 다른 유학자들과는 달리 법치주의와 실용주의를 강조하였고 후대에 송나라 때에 가서는 성리학자들로부터 심한 비판을 받고 유교 내에서도 극소수로 전락하게 된다.

## 저작
- 《한비자》 1/2, 이운구 옮김 (한길사, 2002) ISBN 89-356-5403-5

## 기타
실리주의자였던 그는 명실상부(名實相符)라는 말을 창안하여 유행시켰다고 한다.

## 같이 보기
| - 유교 - 법치주의 - 공자 - 순자 - 상앙 - 이사 | - 실용주의 - 성악설 |

- 율령